# Hrdlovkovití
Hrdlovkovití (Phallostethidae) je čeleď paprskoploutvých ryb z řádu gavúni (Atheriniformes). Čeleď hrdlovkovití pochází ze sladkých, brakických a pobřežních vod jihovýchodní Asie. České i odborné jméno (z řeckých slov φαλλός, penis, a στήθος, hruď) čeledi poukazuje na zvláštní kopulační orgán na hrdle samců. Čeleď zahrnuje čtyři rody.

## Taxonomie
- Gulaphallus Herre, 1925
- Neostethus Regan, 1916
- Phallostethus Regan, 1913
- Phenacostethus Myers, 1928

## Rozmnožování
Hrdlovkovití jsou gonochoristé s vnitřním oplozením. K oplození využívají zvláštní a složitý orgán umístěný na spodní straně hlavy samců, tzv. priapium. Priapium je tvořeno modifikovanými kostmi pletence břišních ploutví, žeber a kleithra a obsahuje kanálky vedoucí z pohlavních orgánů, ledvin a střeva. Součástí priapia jsou i výběžky sloužící k přidržování samice během kopulace.
Přestože však u hrdlovkovitých dochází k vnitřnímu oplození, nerodí živá mláďata, ale kladou oplozené jikry. Ty jsou vybaveny vláknitými výběžky, pravděpodobně pro přichycení k vegetaci.